# Festejador de Can Amargós
El Festejador de Can Amargós és una obra del municipi de Sant Just Desvern (Baix Llobregat) inclosa en l'Inventari del Patrimoni Arquitectònic de Catalunya. Es tracta d'un festejador eclecticista de planta octogonal, coronat per una cúpula de ceràmica vidriada groga, que juga un important paper com a fita urbana.